# Brug met de twaalf gaten
De Brug met de twaalf gaten is een rijksmonumentale voormalige brug in de Nederlandse stad Utrecht.
De brug maakte ooit deel uit van het inmiddels vrijwel verdwenen Fort Vossegat. Dit fort was rond 1818 even ten zuidoosten van die stad verrezen in de Nieuwe Hollandse Waterlinie. De brug is in 1862 aangelegd in baksteen en fungeerde tevens als inundatiesluis. Het bouwwerk heeft twaalf rondbogen over een afstand van ongeveer 25 meter. Het deel van de weg naar het Fort bij Rijnauwen waar de brug gelegen is werd in 1963 afgesloten. De Brug met de twaalf gaten kwam toen op het terrein van de Kromhoutkazerne te liggen en lag een aantal jaren droog. Vandaag de dag is de Brug met de twaalf gaten vrijwel compleet ingekapseld door het, in het begin van de 21e eeuw gebouwde, hoofdkwartier der Koninklijke Landmacht op de nieuwe Kromhoutkazerne.